# 文章完成法
文章完成法（ぶんしょうかんせいほう）は、半構造化された投影法の1つである。文章の前半すなわち「刺激文」を呈示し、被験者にそこから意味の通る文章を完成させるということを特徴とする。反応文は、被験者の態度、信念、動機づけ、他の精神状態の徴候を顕在化するとされる。文章完成法の反応が意識を表すか無意識を表すかについては議論があるが、これは文章完成法が厳密に投影法に分類されるかどうかに影響する。
広告への反応を評価するような比較的短い型のものから、性格を評価するような長いものまである。フォーラーの文章完成法は100もの刺激文を持つ長さである。普通、検査は冊子形式でまとめられており、被験者は刺激文の続きを紙に書くことで文章を完成させることができるようになっている。
文章完成法は刺激文の長さ、相対的一般性、ワーディングによって構成が異なる。構造化が強いものは、被験者の反応をより一定にするために長い刺激文を持つ。構造化が弱いものは、短い刺激文でより多様な反応を引き出す。

## 歴史
一般に、最初の文章完成法は1897年にヘルマン・エビングハウスが開発したものだとされる。エビングハウスの文章完成法は知能検査の一部として用いられた。
カール・グスタフ・ユングの言語連想検査も現在の文章完成法の先駆的なものであった。
年を追うごとに文章完成法の利用は増加してきたが、その理由の1つとして作成や管理が容易であることが挙げられる。1980年代においては、文章完成法は性格検査の85%を占めていた。
別の理由として、文章完成法は他の検査と比較してコンフリクトを明らかにすることに強いという点がある。
同様の構成である主題統覚検査に関する問題への対策として開発されたものもある。

## 用途
文章完成法の用途には、性格の分析、臨床への適用、態度の評価、達成動機づけ、その他概念の測定などが挙げられる。また、心理、経営、教育、マーケティングといった領域の教育においても用いられる。
文章完成法は、知能検査、言語発達、言語認知発達検査といった投影法的でない利用に組み込まれることもある。

## 文章完成法の例
研究者は多くの文章完成法を使用可能である。特に広く使われているものには以下のようなものがある。
- ロッター式文章完成法（性格特性の評価、恐らく最も広く使われている文章完成法）
- マイナーの文章完成法（経営の動機づけを測定）
- ワシントン大学文章完成法（自我発達を測定、ジェーン・ロービンガーが作成）

## データの分析、妥当性と信頼性
通常、文章完成法で得られたデータは量的にも質的にも分析可能である。解釈には一般に2つの方法があり、一方は反応文に投影された被験者の潜在的な動因を主観的・直観的に分析する方法、もう一方は各文章に割り当てられた得点を用いる客観的な分析方法である。短い検査に複数の話題があることもあり、分析においてそれぞれの話題に対する被験者の潜在的な動因を明らかにできる場合がある。もちろん、ほとんどの文章完成法は十分な量があり、40から100ほどの刺激文、4から15ほどの話題からなる。
文章完成法は大抵の場合、コード化の手順や手引きが決められている。各検査の妥当性は独立して確かめられる必要があるが、これはスコアリング冊子に示された説明によって決まるものである。
リッカート尺度のように実証的な方法と比べると、文章完成法は表面的妥当性（尺度の各項目が、測ろうとする概念を正確に反映しているかの程度）が高い傾向がある。多くの場合、刺激文は特定の対象に言及し、被験者はその対象に明確に焦点を当て反応するのであるから、このような傾向は予想できることである。